# Pobles en transició
Pobles o ciutats en transició (també coneguts com a xarxa de transició o moviment de transició) és un moviment que va ser creat per Louise Rooney i popularitzat per Rob Hopkins. La proposta va ser iniciada en Kinsale, Irlanda, i després va ser estesa a Totnes, Anglaterra per l'ambientalista Rob Hopkins durant 2005 i 2006. L'objectiu del projecte és dotar de control a les comunitats per suportar el doble desafiament del canvi climàtic i del pic de producció del petroli. El moviment compta actualment amb membres de les comunitats en diversos països de tot el món.

## Història
El concepte de transició va sorgir d'un treball de permacultura que Rob Hopkins va dissenyar en conjunt amb els estudiants del Centre de Formació Professional de Kinsale per mitjà de l'assaig "Pla d'Acció de descens d'Energia". Es va crear un "mapa de ruta" per a un futur sostenible de la ciutat a través d'una sèrie d'adaptacions en els àmbits de la producció d'energia, la salut, l'educació, l'economia i l'agricultura. Un dels seus estudiants, Louise Rooney, es va dedicar a desenvolupar i divulgar el concepte de pobles en transició, donant-li nom juntament amb Catherine Dunne. Va presentar la seva proposta a l'Ajuntament de Kinsale resultant en la històrica decisió d'aprovar aquest pla per treballar en pro de la independència energètica.
La idea va ser posteriorment adaptada i ampliada al setembre de 2006 per Hopkins en el seu poble natal de Totnes. El concepte es va escampar ràpidament i per setembre de 2008 ja eren centenars de pobles i ciutats reconeguts oficialment com a pobles en transició al Regne Unit, Irlanda, Canadà, Austràlia, Nova Zelanda, Estats Units, Itàlia i Chile. Si bé en concepte es va referir en un principi a pobles petits, les comunitats van des de les aldees com Kinsale, consells de districtes com Penwith, fins a les ciutats i municipis com Brixton.
Als Estats Units, han sorgit iniciatives de transició en moltes comunitats. Hi ha una organització de Transició dels Estats Units per ajudar al creixement de les iniciatives de transició. Moltes comunitats han iniciat espontàniament iniciatives pel seu propi compte, per exemple Santa Creu o l'illa de Whidbey. Alguns llocs s'han creat usant el popular programari lliure Ning. Aquests llocs, sota l'auspici d'un lloc web nord-americà anomenat Transition US site, es van crear per ajudar a facilitar, interconnectar, informar i supervisar localitats de transició i la seva organització, garantint la ràpida propagació del Moviment de Transició. Tot això mentre altres organitzacions relacionades es dediquen a la creació de xarxes, projectes, idees i activitats.

## Característiques del projecte
L'objectiu principal del projecte és donar a conèixer una manera de vida sostenible i desenvolupar la resiliència local per a això en el futur pròxim. S'anima a les comunitats a buscar mètodes per reduir l'ús d'energia, així com a augmentar la seva pròpia autosuficiència. Un lema del moviment és "Aliments a peu, no aliments a milles". Les iniciatives fins ara han inclòs la creació d'horts comunitaris per al cultiu d'aliments, empreses d'intercanvi de residus, i fins i tot la reparació i reciclatge d'objectes antics en lloc de llençar-los a les escombraries.
Si bé l'enfocament i els objectius segueixen sent els mateixos, els mètodes utilitzats per aconseguir-ho varien. Per exemple, Totnes ha introduït la seva pròpia moneda local, la lliura de Totnes, que es pot bescanviar en botigues i empreses locals, ajudant a reduir els aliments que venen de llocs molt llunyans i potenciant el consum de proximitat. Aquesta idea també està planejada que es presenti en tres ciutats de Gal·les en transició.
La ideologia central del moviment de les comunitats de transició és la idea que una vida sense petroli, de fet, podria ser molt més agradable i satisfactòria que l'actual "canviant la nostra mentalitat que en realitat la pròxima era després del petroli barat és més una oportunitat que una amenaça, i dissenyar el futur on es donaran baixes emissions de carboni per a ser pròspers i resistents, un lloc molt millor per viure que l'actual cultura del consum, alienat, basat en la cobdícia, la guerra i el mite del creixement perpetu.
Un aspecte essencial de la transició en molts llocs, és que el treball de transició exterior ha d'anar acompanyat de transició interna. Per tal d'avançar en les vies de descens d'energia de manera eficaç hem de reconstruir les nostres relacions amb nosaltres mateixos i amb el món natural. Això requereix centrar-se en el cor i l'ànima de la transició.